# Província de Vítsiebsk
La província de Vítsiebsk (en belarús Ві́цебская во́бласць, Vítsievskaia vóblasts) és una de les subdivisions de Belarús. La capital és Vítsiebsk. Limita a l'oest amb Letònia, al sud amb les províncies de Mahiliou, Hrodna i Minsk i a l'est amb Rússia.

## Subdivisió administrativa
La província de Vítsiebsk se subdivideix en 21 raions, 5 grans ciutats, 19 petites ciutats, 249 selsovets i 26 assentaments urbans.
- Vítsiebsk (en belarús Ві́цебск; en rus Ви́тебск, Vítebsk) - 342.400 hab.
- Vorxa o Orxa (en belarús О́рша o Во́рша; en rus О́рша, Orxa) - 125.300 hab.
- Navapòlatsk (en belarús Навапо́лацк; en rus Новополоцк, Novopólotsk) - 101.300 hab.
- Pòlatsak o Pólatsk (en belarús По́лацк; en rus По́лоцк, Pólotsk) - 82.800 hab.
- Pastaví (en belarús Паставы́; en rus Поста́вы, Postavi) - 20.500 hab.
- Hlibòkaie (en belarús Глыбо́кае; en rus Глубо́кое, Glubókoie) - 19.600 hab.
- Lèpiel (en belarús Ле́пель; en rus Ле́пель, Lèpel) - 18.800 hab.
- Navalúkomal (en belarús Навалу́комаль; en rus Новолу́комль, Novolúkoml) - 14.900 hab.
- Haradok (en belarús Гарадо́к; en rus Городо́к, Gorodok) - 14.000 hab.
- BàranI - (en belarús Бара́нь; en rus Бара́нь, Bàran) - 12.300 hab.
- Talatxín (en belarús Талачы́н; en rus Толочи́н, Tolotxin) - 10.500 hab.
- Bràslau (en belarús Бра́слаў; en rus Бра́слав, Bràslav) - 10.100 hab.
- Txàixniki (en belarús Ча́шнікі; en rus Ча́шники, Txàixniki) - 9.800 hab.
- Dubrouna (en belarús Дубро́ўна; en rus Дубро́вно, Dubrovno) - 9.100 hab.
- Miori (en belarús Міёры; en rus Мио́ры, Miori) - 9.000 hab.
- SiannÒ (en belarús Сянно́; en rus Сенно́, Siennó) - 8.400 hab.
- Vierkhniadzvinsk (en belarús Верхнядзві́нск; en rus Верхнядзви́нск, Verkhniadzvinsk) - 7.900 hab.
- Dokxitsi (en belarús Докшы́цы; en rus Докши́цы, Dokxitsi) - 7.000 hab.
- Dzisna (en belarús Дзі́сна; en rus Ди́сна, Disna) - 2.400 hab.